# Koninklijk Instituut voor Doven en Spraakgestoorden
Het Koninklijk Instituut voor Doven en Spraakgestoorden, kortweg KIDS is een katholieke school met internaat voor dove en slechthorende leerlingen, leerlingen met een spraak- en taalstoornis, en leerlingen met autisme in Hasselt.

## Geschiedenis
De oorsprong van het instituut ligt in Maaseik, waar de Fraters van Tilburg in 1851 startten met de opvang van en het onderwijs aan dove, slechthorende en blinde jongens. Ongeveer honderd jaar later verhuist de instelling naar Hasselt. Op dat ogenblik staat het instituut voor onderwijs aan doven en spraak- en taalgestoorde kinderen. Sindsdien is de dienstverlening steeds uitgebreid, met o.a.:
- in 1985 de oprichting van opvangtehuizen voor dove en slechthorende volwassenen - tevens dagcentrum - in Houthalen. Dit was gegroeid uit de nood aan verder opvang als jongeren de schoolleeftijd voorbij zijn en niet altijd (terug) naar het gezinsmilieu kunnen.
- in 1987 de start van een gespecialiseerde thuisbegeleidingsdienst.
- begin jaren 1990 komt er een nieuwe doelgroep bij: autisme en andere communicatie-gestoorden. Het internaat (MPI) wordt verder uitgebreid naar een permanente opvang voor minderjarigen.
- in 2003 wordt met het "beschermd wonen" gestart.[1]
- in 2010 werd er een Huis van de Toekomst voor doven geopend dat rekening houdt met de noden van doven en slechthorende.[2]

## Structuur
Momenteel (2009) omvat de instelling, gelegen op een uitgestrekt terrein in een bosrijke omgeving even buiten Hasselt:
- een internaat en semi-internaat voor minderjarigen
- een basisschool en een secundaire school voor buitengewoon onderwijs
- een thuisbegeleidingsdienst voor ouders met gehandicapt kinderen

Met de instelling zijn bovendien tehuizen voor werkenden en niet-werkenden en het "beschermd wonen" verbonden.
Behalve voor opvang van jongeren en volwassenen zorgt de instelling ook voor gespecialiseerd onderzoek naar gehoor- en spraak/taal-afwijkingen, in samenwerking met de afdeling audiologie en logopedie van de Leuvense Universiteit
Deze voorzieningen zijn erkend door het Vlaams Fonds.
De doelgroep is nog steeds:
- gehoorgestoorde jongeren vanaf twee jaar en half.
- Taal- en spraakgestoorde jongeren
- jongeren met autisme of het syndroom van Asperger

Vooral op dit laatste gebied heeft men een expertise ontwikkeld, zodat de instelling erkend is als "pilootschool" door het ministerie van onderwijs, om de aanpak van autisme in het onderwijs te coördineren. Zo begeleidt de instelling rechtstreeks of onrechtstreeks honderden leerlingen die met een Gon-statuut in andere scholen les volgen.